# Josemárcio Sousa
Josemárcio da Silva Sousa, mais conhecido como Parazinho (Santa Maria do Pará, 8 de setembro de 1995), é um jogador de goalball paralímpico brasileiro. Conquistou a medalha de bronze nos Jogos Paralímpicos de Verão de 2016 no Rio de Janeiro, após derrotar a Seleção Sueca de Goallball por 6-5.